# Rakoto Frah
Rakoto Frah, pseudonimo di Philibert Rabezoza (Ankadinandriana, 1923 – Antananarivo, 29 settembre 2001), è stato un flautista e compositore malgascio.
Nato da una povera famiglia rurale, Rakoto Frah ha superato le sfide poste dalle sue origini svantaggiate per diventare il più acclamato esecutore del flauto sodina del XX secolo, uno degli strumenti tradizionali più antichi dell'isola. Attraverso frequenti concerti internazionali e festival musicali, ha promosso la musica degli altopiani del Madagascar ed è diventato uno dei più famosi artisti malgasci, sia all'interno del Madagascar che sulla scena musicale mondiale.
In gioventù, dopo aver ottenuto notorietà a livello regionale per le sue abilità con la sodina, Rakoto Frah è salito alla fama nazionale nel 1958 quando è stato selezionato dal presidente malgascio Philibert Tsiranana per esibirsi con la sodina per il presidente francese in visita Charles de Gaulle. Questo evento ha lanciato la sua carriera di musicista professionista. Ha suonato prima alle cerimonie tradizionali in tutto il paese, poi ha ampliato le sue performance dal 1967 per includere la partecipazione a concorsi e festival internazionali di musica. La sua popolarità è diminuita negli anni '70, ma ha subito una rinascita che ha avuto inizio a metà degli anni '80 e che è continuata fino alla sua morte nel 2001. Durante questo periodo Rakoto Frah ha registrato dieci album, ha fatto numerosi tour in Madagascar e all'estero, è stato protagonista di due documentari francesi e ha collaborato con una varietà di artisti internazionali e malgasci. Nel corso della sua carriera ha registrato oltre 800 composizioni originali. Rakoto Frah e la sua soda sono stati raffigurati sulla banconota malgascia da 200 ariary in onore del suo ruolo chiave nel rivitalizzare e diffondere a livello internazionale la sodina. Nonostante il successo mondiale dell'artista, visse con semplicità e morì dopo aver guadagnato poco dalla sua vita di musicista. La sua morte è stata ampiamente commemorata e celebrata con un funerale di Stato, nel 2011 è stata organizzata una famadihana (la tradizione funeraria dell'altopiano malgascio "girando le ossa") per celebrare la vita dell'artista.

## Biografia

### Primi anni
Philibert Rabezoza è nato nel 1923 ad Ankadinandriana, un sobborgo di Antananarivo. Sua madre era nata ad Antananarivo e suo padre, pastore e contadino di Fianarantsoa, era stato cantante alla corte reale di Merina prima della colonizzazione del Madagascar nel 1897. Entrambi i genitori erano già anziani al momento della sua nascita e hanno avuto molte difficoltà a prendersi cura di lui e dei suoi sei fratelli e quattro sorelle. Da bambino, Philibert aiutava la famiglia nella cura del bestiame e nella coltivazione del loro appezzamento di terra. Nei primi anni di vita gli fu dato il soprannome di Rakoto da un fratello maggiore chiamato con lo stesso nome.
Come molti abitanti delle zone rurali del Madagascar centrale dell'epoca, i fratelli di Rakoto suonavano la sodina, un tubo di bambù o canna con tre o sei fori per le dita e un foro per il pollice per tutta la sua lunghezza. È uno degli strumenti musicali più antichi e iconici del Madagascar, si ritiene che sia arrivato sull'isola con i primi coloni del Borneo circa 2.000 anni fa e continua ad essere diffuso in tutto l'altopiano centrale. Il giovane Rakoto iniziò a suonare la sodina all'età di sette anni. Affinò le sue capacità ascoltando le esibizioni di sodina degli anziani del villaggio, e tre anni dopo formò un piccolo gruppo musicale chiamato Ambohijatobe che si esibiva in occasione delle feste tradizionali. Durante questo periodo ebbe l'opportunità di partecipare ad un concorso musicale locale. I suoi concorrenti, che si esibivano su fisarmoniche e chitarre, lanciarono pietre a Rakoto quando si fece avanti per esibirsi sulla sodina. Nonostante fosse stato colpito in faccia completò la sua esibizione e fuo premiato con il primo premio. Nel 1935 fu nominato dal governatore locale per rappresentare il suo distretto in un concorso musicale nazionale organizzato dall'autorità coloniale francese allo stadio Mahamasina di Antananarivo. Rimase orfano nello stesso anno all'età di 12 anni, questò gli impedì di proseguire gli studi. Un francese lo assunse per lavorare come assistente fornaio fino all'età adulta. Al raggiungimento dell'età adulta, Rakoto lasciò il panificio per diventare un metalmeccanico mentre continuava a suonare la sodina in formazioni musicali.

### Salita alla ribalta
Con la visita del 1958 del presidente francese Charles de Gaulle in Madagascar, Rakoto ebbe l'opportunità di raggiungere la fama nazionale. La visita fu in concomitanza con lo scioglimento dello status coloniale e la nomina di Philibert Tsiranana a Primo Ministro, nel periodo di transizione dell'isola verso la piena indipendenza nel 1960. Tsiranana aveva già visto Rakoto esibirsi e invitò lui e il suo gruppo di 18 musicisti a suonare brani tradizionali durante una parte della visita a piedi dello statista francese attraverso la capitale Antananarivo. In seguito a questa performance, Rakoto si dedicò a tempo pieno alla carriera musicale, esibendosi regolarmente alle feste tradizionali dell'isola. Tsiranana, che divenne presidente del Madagascar due anni dopo, fu il primo a nominarlo Rakoto Frah, il nome che il musicista avrebbe usato per il resto della sua carriera.
Il riconoscimento internazionale di Rakoto Frah attraverso le sue esibizioni di musica tradizionale con la sodina iniziò con il suo primo viaggio all'estero in Algeria nel 1967. L'artista era alla guida di una formazione di 18 musicisti malgasci selezionati per rappresentare i vari gruppi etnici dell'isola al Festival Internazionale di Algeri. Tra gli 80 concorrenti provenienti da diversi paesi, la formazione di Rakoto Frah ottenne la medaglia d'oro. Questo successo venne replicato in Giappone, Inghilterra, Stati Uniti, India, Germania, Cina, Norvegia, Finlandia, Australia e Francia, facendo di Rakoto Frah uno dei primi musicisti ad eseguire musica tradizionale malgascia in festival musicali e concerti al di fuori del Madagascar. In queste performance, era spesso accompagnato da musicisti di supporto sotto il collettivo di Orchestre Nationale. Presentando al pubblico internazionale le esibizioni con la sodina, Rakoto Frah ha promosso lo strumento e il patrimonio musicale tradizionale del Madagascar in tutto il mondo. Il governo del presidente Tsiranana cadde in disgrazia e fu rovesciato nel 1972, e la stretta associazione di Rakoto Frah con l'impopolare ex capo di Stato portò l'artista ad essere emarginato per la prima metà dell'amministrazione del suo successore, Didier Ratsiraka (1975-1993).

### Popolarità rinnovata
Nel 1985, i produttori Ben Mandelson e Roger Armstrong visitarono il Madagascar alla ricerca di artisti per registrare un album di musica malgascia. Rakoto Frah si fece presto notare e gli offrirono la possibilità di realizzare un proprio album. Per quest'album, intitolato Rakoto Frah: Maestro di flauto del Madagascar, cantarono due suoi nipoti. Dalla metà degli anni '80 in poi, Rakoto Frah godette di una popolarità rinnovata in particolare tra i giovani, molti dei quali cercavano di ritrovare le tradizioni degli antenati. Oltre a registrare numerosi brani e album propri, il flautista apparve spesso come artista ospite diversi album. Rakoto Frah tornò così ad essere uno dei musicisti più famosi e rispettati in Madagascar e tra gli interpreti malgasci più riconosciuti nel circuito musicale mondiale. Rakoto Frah pubblicò una serie di album e si esibì a livello internazionale durante gli anni '90. Nella compilation The World Out of Time, registrata e prodotta da David Lindley e Henry Kaiser nel 1991,fu affiancato ad una varietà di altri interpreti dei diversi generi musicali e strumenti dell'isola; altre due compilation con Lindley e Kaiser seguirono nel 1993 e 1994. Nel 1994 Rakoto Frah si esibì con i Malagasy All Stars in tournée in Germania. L'anno successivo conobbe un ulteriore incremento di notorietà nazionale e internazionale come membro fondatore del gruppo Feo Gasy, che comprendeva anche il chitarrista e cantautore malgascio, altrettanto famoso, Erick Manana. Insieme il gruppo registrò due album: Ramano nel 1996 e Tsofy Rano nel 1999. Il chitarrista malgascio Solo Razafindrakoto produsse Souffles de Vie di Rakoto Frah nel 1998, e l'ultimo suo album, Chants et danses en Imerina, uscì nell'ottobre 2000.
Nonostante la sua popolarità, l'artista non guadagnò molto dalla sua carriera musicale. Ciò è dovuto in parte alla carente tutela del diritto d'autore in Madagascar, che ha favorito la destinazione diretta dei profitti degli album copiati illegalmente ai pirati. Nel corso della sua carriera ha vissuto nel quartiere povero di Anatihazo-Isotry ad Antananarivo assieme a 30 membri della sua famiglia. Lì produceva e forniva lezioni di sodina. Negli ultimi anni della sua vita, Rakoto Frah seguiva più di 80 studenti contemporaneamente. Era anche una fonte stimata di consigli ed era spesso visitato dai membri della comunità in cerca della sua saggezza. Quando si trovava in Madagascar, accettava regolarmente offerte a pagamento per esibirsi con la sodina in occasione di eventi tradizionali come la famadihana (la tradizione funeraria dell'altopiano malgascio "girando le ossa"), cerimonie di circoncisione, matrimoni, cerimonie di fidanzamento e feste tradizionali per celebrare il primo raccolto di riso dell'anno. Questi eventi potevano durare fino a sette giorni, comprese le esibizioni durante la notte, e spesso richiedevano diversi giorni di viaggio per il luogo dell'esibizione. Rakoto Frah era un appassionato di rugby, e lui e il suo ensemble eseguivano regolarmente musica per flauto e tamburo nelle partite della squadra nazionale. Il suo ultimo festival internazionale è stato il Festival de Langon tenutosi in Francia nell'agosto 2001.
Rakoto Frah morì il 29 settembre 2001 nell'ospedale Ravoahangy Andrianavalona di Antananarivo a seguito di problemi cardiaci e di un'infezione polmonare. Nei giorni successivi alla sua morte, il governo malgascio organizzò una celebrazione pubblica in suo onore allo stadio Mahamasina. Il 3 ottobre il suo corpo fu deposto nella tomba di famiglia nel suo villaggio natale di Ankadinandriana.

## Stile
«Il talento nell'improvvisazione di Rakoto Frah, la sua capacità di adattarsi alla tradizione di ogni famiglia, e la sua padronanza del flauto lo hanno reso uno dei musicisti più ricercati per le cerimonie [tradizionali]. È il legame della cultura malgascia tra modernità e tradizione.»

— Frank Tenaille, Music is the Weapon of the Future (2002).
Rakoto Frah eseguiva brani tradizionali vakindrazana e vazikoava per sodina, in una varietà di feste e riti negli altopiani centrali del Madagascar. La musica che accompagna le cerimonie di seppellimento famadihana degli altipiani centrali, ad esempio, è tipicamente eseguita da un ensemble di suonatori di sodina accompagnati dal tamburo amponga. Queste esibizioni con la sodina, che esprimono la gioia di ricongiungersi con gli antenati, sono spesso competitive. Possono essere presenti alla famadihana più di una banda che, a turno, mettono in mostra le proprie capacità musicali, con il rapido susseguirsi di note destinate a ispirare la danza nel corso dell'intero giorno o della settimana di celebrazione. La tradizione artistica rurale dell'hira gasy è altrettanto gioiosa ma più elaborata, che oltre la musica, la danza include le abilità oratorie di una grande troupe composta da cantanti maschili e femminili, tamburi, sodina, e una varietà di strumenti orchestrali come clarinetti, trombe e violini.
Sebbene abbia imparato il suo repertorio ascoltando gli anziani eseguire brani tradizionali, Rakoto Frah ha spesso eseguito variazioni personalizzate e interpretato le arie tradizionali in modi originali. I temi affrontati nelle sue canzoni spaziano dalla serietà alla leggerezza e possono trattare di questioni sociali, di costume o la descrizione di luoghi. Rakoto Frah usava sia i flauti tradizionali che quelli che realizzava lui stesso e con diversi materiali locali. Questi includono flauti realizzati con sezioni di bastoncini da sci in metallo, tubi in PVC e bastoni per tende in plastica. Non è mai stato visto senza flauto ed era ampiamente rispettato per il suo virtuosismo musicale e la sua gentilezza. Rakoto Frah ha descritto la musica come l'elemento più importante della vita, ancora più importante della sua stessa famiglia. Nel corso della sua carriera, ha prodotto oltre 800 brani di musica strumentale e vocale.
Diverse collaborazioni tra Rakoto Frah e altri artisti internazionali sono state registrate. Rakoto Frah è presente in brani registrati con Manu Dibango, gli artisti jazz David Lindley e Henry Keiser, Kassav', e Ladysmith Black Mambazo, che ha incontrato mentre si esibiva in India. Essendo abituato a suonare ad orecchio, si sarebbe unito ad una performance in corso ascoltando attentamente per determinare la chiave della canzone. Il compositore e sassofonista jazz americano Ornette Coleman ha descritto Rakoto Frah come avente "alcuni dei migliori fraseggi del mondo". È stato anche citato da Ian Anderson, il flautista e leader del gruppo rock britannico degli anni '70 Jethro Tull come sua fonte di ispirazione. Nelle note di copertina della compilation A World Out of Time del 1991, i produttori David Lindley e Henry Kaiser hanno espresso la loro ammirazione per l'artista, affermando: "È uno dei più sorprendenti maestri musicali e personalità che abbiamo mai incontrato. La sua padronanza della sodina è ad un livello che si può paragonare solo a grandi maestri strumentali occidentali come John Coltrane, Ornette Coleman, Billy Pigg o Miles Davis. Rakoto Frah sembra certamente sapere cose misteriose sulla formulazione di melodie che nessun altro conosce". Artisti contemporanei malgasci che si esibiscono in diversi generi che vanno dall'heavy metal e hip hop al jazz e il tradizionale mangaliba hanno citato il maestro della sodina come ispirazione e leggenda nel pantheon delle figure culturali malgasce.

## Eredità
«La sua più grande conquista è stata senza dubbio quella di mantenere viva la tradizione di questo strumento iconico dell'Isola Rossa durante il periodo coloniale per poi rivitalizzarla dopo l'indipendenza. Il suo fraseggio arioso, elegante, di ricambio ed estremamente puro ha lasciato il segno in tutti gli stili musicali dell'isola.»

— "Rakoto Frah", Afrisson (7 May 2007)
 Nel corso della sua vita, Rakoto Frah è stato celebrato da altri artisti e dal governo del Madagascar, che gli ha conferito numerosi premi e riconoscimenti nel corso della sua carriera. Il disegno della banconota da 1.000 franchi malgasci (200 ariary) stampata per la prima volta dalla Banca Centrale nel 1983 raffigurava Rakoto Frah vestito con un tradizionale cappello di paglia e lamba e che suonava la sodina. È l'unico artista ad essere stato raffigurato su una banconota malgascia. Secondo un rappresentante della Banca Centrale, l'artista è stato selezionato perché era il più rappresentativo dell'identità malgascia. Dopo l'abbandono del disegno della banconota Rakoto Frah negli anni Novanta, è diventato un raro oggetto da collezione, valutato nel 2011 a oltre 100.000 ariary, più di 500 volte il suo valore nominale. L'artista è stato inoltre invitato da registi internazionali a partecipare a due film francesi: il documentario Madagascar L'Ile Rouge, distribuito nel 1992 dal regista francese Jean-Michel Carré, e un documentario dedicato all'artista stesso, prodotto dal regista Camille Marchand nel 1997.
La memoria di Rakoto Frah rimane ancora viva. Nel 2011, a dieci anni dalla sua morte, sono stati organizzati in Madagascar una serie di eventi commemorativi per celebrare la sua vita e la sua musica. Nel maggio 2011 sono stati organizzati una tavola rotonda e un dibattito sui temi della cultura e del patrimonio tradizionale. In giugno, in suo onore si è tenuta una messa cattolica e uno spettacolo di mezza giornata di hira gasy ed è stata organizzata un'esposizione di tre giorni in galleria per commemorare la sua vita e il suo lavoro. Sono stati organizzati cabaret regionali a Mahajanga e Toamasina dal suo ex gruppo Feo Gasy, dal gruppo dei suoi figli Rakoto Frah Junior e dal gruppo musicale tradizionale Telofangady. Settembre è stato caratterizzato dalla presentazione di un'opera appositamente composta in suo onore e di un concerto tributo allo stadio Mahamasina con artisti come Dama of Mahaleo, Ricky, Samoëla e Faly Ralanto, così come Telofangady, Rakoto Frah Junior e Feo Gasy. Il 28 ottobre 2011 il Ministero della Cultura ha intitolato a lui una strada della capitale. Questi eventi sono culminati in una famadihana che gli amici e la famiglia dell'artista hanno organizzato per Rakoto Frah ad Ambohijatobe ad Ankadinandriana. L'evento, al quale hanno partecipato un ministro di stato e numerosi artisti come Rakoto Frah Junior e Haja Telofangady, ha visto la partecipazione di Fafah di Mahaleo, Faly, Ralanto, Ra-Jean Knack, Randrianasolo Raymond Zanany, Raozy Milalao di Toamasina e Solo Ra-Jean di Moramanga. Secondo l'usanza, i resti di Rakoto Frah (affettuosamente chiamato "Dadakoto" tra la sua cerchia interna) sono stati rimossi dalla tomba per essere avvolti in freschi mantelli di seta. Una nuova sodina è stata infilata nel telo per sostituire quella deteriorata originariamente sepolta con lui. Il piatto tradizionale di vari tipi di menaka (riso cotto con olio e maiale) è stato servito e i musicisti hanno eseguito brani del genere tradizionale che l'artista aveva spesso suonato nelle cerimonie di famadihana di altri.
Nel novembre 2012, molti degli studenti di Rakoto Frah ormai divantati adulti hanno lanciato nel novembre 2012 l'iniziativa École Rakoto Frah Junior ("Rakoto Frah Junior School") per continuare il lavoro dell'artista nell'insegnamento dell sodina. La scuola culturale ha organizzato lezioni in sodina per 50 studenti presso il centro comunitario nell'ex quartiere dell'artista di Isotry e ha rilasciato certificati di completamento a 31 diplomati il 16 dicembre con l'intenzione di continuare a formare ulteriori gruppi suonatori di sodina.

## Discografia
- 1988 – Flute Master of Madagascar
- 1989 – The Art of Rakoto Frah & Randafison Sylvestre
- 1992 – A World out of Time
- 1993 – A World Out of Time. Volume 2
- 1994 – A World Out of Time. Volume 3
- 1996 – Feo Gasy: Tsofy Rano
- 1998 – Souffles de Vie: Flute Sodina
- 1999 – Feo Gasy: Ramano
- 2000 – Madagascar: Chants et Danses en Imerina